# Jura Brüschweiler
Jura Brüschweiler est un historien de l'art suisse né à Genève en 1927 et décédé dans la même ville le 24 janvier 2013.

## Biographie
Né de mère russe et de père natif de Moscou, Jura Brüschweiler est considéré comme le plus éminent spécialiste de Ferdinand Hodler. Admirateur de Bette Davis, il rêvait de faire carrière au cinéma. Les portes d'une carrière officielle lui sont toutefois fermées à la suite de son engagement à gauche au début de la guerre froide, sous l'impulsion d'André Kaminski (de). Il se tourne vers des études en histoire de l'art et devient l'assistant de Pierre Bouffard, alors directeur du Musée d'art et d'histoire de Genève, où il découvre l'œuvre de Ferdinand Hodler et s'en passionne. Jura Brüschweiler s'engage ensuite dans une carrière d'historien de l'art indépendant, une situation qui lui a valu au début des années difficiles, car plutôt mal vue dans la profession.
Durant la période où il se spécialise dans l'étude de Hodler, Jura Brüschweiler parcourt Genève et la Suisse à la recherche des témoins du peintre, pour en recueillir les propos et rassembler sa documentation. C'est ainsi qu'il rencontre le premier biographe de l'artiste, l'écrivain bernois Carl Albert Loosli, qui lui confie des copies d'une bonne partie de sa documentation personnelle. Jura Brüschweiler est également à l'origine de l'entrée au Musée d'Art et d'Histoire de Genève des carnets de croquis de Ferdinand Hodler, source essentielle à son étude, que sa veuve, Berthe Hodler, avait pour dessein premier de détruire.
Les archives que Jura Brüschweiler constituent s'agrandissent progressivement avec des papiers des successions de Ferdinand Hodler, de Marc Odier – l'ami de jeunesse du peintre –, de Daniel Baud-Bovy et d'Hector Hodler. La volonté et la qualité des travaux de Jura Brüschweiler ont rapidement fait de lui une figure incontournable dans l'étude de Ferdinand Hodler, à qui il a consacré l'intégralité de sa carrière de chercheur, de commissaire d'expositions et de collectionneur.
À la suite de son décès, des archives portant son nom ont été créées en 2014 dans le but d'inventorier, de conserver et de mettre en lumière l'importante collection de plus de 85 000 documents qu'il a réunie au cours de ses travaux. Cet exceptionnel ensemble documentaire est composé d’esquisses, de manuscrits autographes, de lettres, de documents officiels, de photographies, d’objets et de mobilier provenant de l’atelier et de l’appartement de Ferdinand Hodler. Depuis 2021, les Archives Jura Brüschweiler sont déposées à l'Institut Ferdinand Hodler à Genève, qui chapeaute plusieurs projets de recherche menés par de jeunes historiens de l'art en vue de préserver et valoriser la connaissance de la vie et de l'œuvre du peintre suisse.

## Publications (liste non exhaustive)

### Catalogues d'exposition intégralement conçus et rédigés par Jura Brüschweiler
- Ferdinand Hodler porträtiert General Wille, cat. exp. Kunsthaus, Zurich (26 juillet – 7 septembre 1975), Zurich, Kunsthaus, 1975.
- Ein Maler vor Liebe und Tod : Ferdinand Hodler und Valentine Godé-Darel : Ein Werkzyklus 1908-1915, cat. exp. Kunsthaus, Zurich (9 avril – 23 mai 1976) ; Historisches Museum, Saint-Gall (5 juin – 11 juillet 1976) ; Museum Villa Stuck, Munich (23 juillet – 10 octobre 1976) ; Kunstmuseum, Berne (23 octobre 1976 – 2 janvier 1977), Zurich, Kunsthaus, 1976.
- Von Hodler bis Gimmi : Ferdinand Hodler, Cuno Amiet, Maurice Barraud, Augusto Giacometti, Giovanni Giacometti, Karl Geiser, Wilhelm Gimmi, cat. exp. Galerie Meissner, Zurich (27 octobre – 30 novembre 1977), Zurich, Meissner, 1977.
- Ferdinand Hodler : Selbstbildnisse als Selbstbiographie, cat. exp. Kunstmuseum, Bâle (17 juin – 16 septembre 1979), Berne, Benteli, 1979.
- Ferdinand Hodler als Schüler von Ferdinand Sommer, cat. exp. Steffisburg (11 septembre – 30 octobre 1983) ; Fondation Pierre Gianadda, Martigny (12 novembre 1983 – 29 janvier 1984) ; Museo civico di belle arti, Lugano (25 février – 13 mai 1984), Thoune, Ott Verlag, 1984.
- Hodler peintre de l’histoire suisse, cat. exp. Fondation Pierre Gianadda, Martigny (13 juin – 20 octobre 1991), Martigny, Fondation Pierre Gianadda, 1991.
- Ferdinand Hodler – Fotoalbum, cat. exp. Kunsthaus, Zurich (27 février – 24 mai 1998), Berne, Benteli, 1998.

### Catalogues d'exposition réalisés ou dirigés en collaboration
- Ferdinand Hodler, 1853-1918, cat. exp. Wiener Secession, Vienne (6 novembre 1962 – 6 janvier 1963), sous la dir. de Walter Hugelshofer et Jura Brüschweiler, Vienne, Service de la culture de Vienne, 1962.
- Ferdinand Hodler, Dessins, cat. exp. Musée Rath, Genève (18 janvier – 17 février 1963), Helmhaus, Zurich (8 mars – 15 avril 1963), réalisé par Pierre Bouffard et Jura Brüschweiler, Genève, Musée Rath, Genève, Paul Loosli, 1963.
- Ferdinand Hodler (1853-1918), cat. exp. Musée du Petit Palais, Paris (11 mai – 24 juillet 1983) ; Neue Nationalgalerie, Staatliche Museen Preussischer Kulturbesitz, Berlin (2 mars – 24 avril 1983) ; Kunsthaus, Zurich (19 août – 23 octobre 1983), sous la dir. de Jura Brüschweiler et Guido Magnaguagno, Paris, Association Française d’Action Artistique, 1983.

### Principaux articles
- Jura Brüschweiler, « Ferdinand Hodler (1853-1918). Le Lac Léman et le Mont-Blanc », in : Bericht der Gottfried Keller-Stiftung, 1952-1953, p. 60-63.
- Jura Brüschweiler, « La dernière lettre de Ferdinand Hodler », in : Das Werk, 12, 1960, p. 441-443.
- Jura Brüschweiler, « Une étape néo-classique dans l’évolution stylistique de Ferdinand Hodler: L’Architecture et Le Génie civil, 1889-1890 », in : Palette, n° 42, 1973, p. 2-22.
- Jura Brüschweiler, « Ein Maler vor Liebe und Tod », in : Das Kunst-Bulletin, n° 9, 1976, pp. 9-11.
- Jura Brüschweiler, « La participation de Ferdinand Hodler au Panorama d’Édouard Castres et l’avènement du parallélisme hodlérien », in : Revue suisse d’Art et d’Archéologie, n° 42, 1985, p. 292-296.
- Jura Brüschweiler, « Splendeur de la nature et identification projective: Le Cerisier (1915) de Ferdinand Hodler », in : Genava, n° XLIX, 2001, p. 93-97.

### Principales monographies
- Jura Brüschweiler, Barthélemy Menn 1815-1893. Étude critique et biographique, Zurich, Fretz & Wasmuth, 1960.
- Jura Brüschweiler, Ferdinand Hodler und sein Sohn Hector, Zurich, Zürcher Kunstgesellschaft, 1967.
- Jura Brüschweiler, Ferdinand Hodler. Une anthologie critique, Lausanne, 1970.
- Jura Brüschweiler, Hodler érotique, Genève, Editions Notari, collection "Hodleriana", vol. I, 2016 (publié à titre posthume).

## Filmographie
- Ferdinand Hodler : Vision du paysage, réalisé par Jura Brüschweiler, Zurich, Condor-Films, 1968.
- Un peintre devant l’amour et la mort, réalisé par Jura Brüschweiler et Herbert E. Meyer, Zurich, Condor-Films, 1982.
- Jura Brüschweiler. Historien de l'art, entretien réalisé par Willy Rohrbach, Lausanne, Films Plan-Fixes (n° 1181), 2000.
- Ferdinand Hodler – Das Herz ist mein Auge, NZZ films, 2003. 74 min.